# Иванова, Раиса Васильевна
Раиса Васильевна Горбань (Иванова)  (5 ноября 1925, Дядьковская, Северо-Кавказский край — 1 июля 2010) — звеньевая свеклосовхоза имени Микояна Министерства пищевой промышленности СССР, Краснодарский край. Герой Социалистического Труда.

## Биография
Родилась 5 ноября 1925 года в станице Дядьковская Кореновского района ныне Краснодарского края. Еще в раннем детстве вместе с родителями переехала в станицу Кореновскую.
Трудовую деятельность начала в 1939 году в полеводческой бригаде элитно-семеноводческого совхоза имени Микояна Кореновского района Краснодарского края.
Трудилась наравне с взрослыми стараясь ни в чём не уступать, быстро освоила трудовые навыки и приобрела необходимые знания. Во время Великой Отечественной войны стала звеньевой в этом же совхозе, возглавив коллектив в составе 20 человек, её звено выращивало сахарную свёклу (включая семеноводческие посадки) и озимую пшеницу.
Разрушенное войной хозяйство пришлось поднимать заново, вся тяжесть непосильного труда сельского труженика обрушилась на хрупкие женские плечи. Но уже в первые послевоенные годы труженицы совхоза добились высоких результатов.
В 1947 году руководимое ею звено получило урожай пшеницы 30,62 центнера с гектара на площади 10 гектаров.
Указом Президиума Верховного Совета СССР от 19 мая 1948 года за получение высоких урожаев пшеницы при выполнении совхозом плана сдачи государству сельскохозяйственных продуктов в 1947 году и обеспеченности семенами зерновых культур для весеннего сева 1948 года Горбань Раисе Васильевне присвоено звание Героя Социалистического Труда с вручением ордена Ленина и золотой медали «Серп и Молот».
В дальнейшем Р. В. Иванова продолжала работать в совхозе, после чего вышла на заслуженный отдых.

## Награды
- Золотая медаль «Серп и Молот» (19.05.1948);
- Орден Ленина (19.05.1948).
- Медаль «За трудовую доблесть»
- Медаль «В ознаменование 100-летия со дня рождения Владимира Ильича Ленина» (6 апреля 1970)
- и другими

## Память
- В Краснодаре установлена мемориальная доска с именами Героев Социалистического Труда Кубани и Адыгеи